# 雨山電信
雨山 電信（あめやま でんしん 、1984年2月27日-）は、日本の漫画家。血液型はB型。

## 人物
エンジェル出版の雑誌『ANGEL倶楽部』で成人向け漫画を執筆している。
「雨山電信社」という同人サークルで東方Projectの二次創作やオリジナル作品の執筆も行っている。
YMOを好み、漫画制作中に聴くほか、作品内でたびたびパロディを行っている。

## 作品リスト

### 成年向け
- 雨山式雌穴マンゲ鏡（エンジェル出版、2016年）ISBN 978-4-87306-709-4
- 今宵、好きな穴から（エンジェル出版、2018年）ISBN 978-4-87306-800-8
- あぐりちゃんとひみつのなつやすみ（リイド社、2018年）ISBN 978-4-84585-406-6
- 彼女が裸を見せるとき（エンジェル出版、2020年）ISBN 978-4-87306-888-6
- あなたに触れたくて（エンジェル出版、2021年）ISBN 978-487306-966-1